# Петровка (Сахновщинский район)
Петровка (укр. Петрівка) — село, 
Новоалександровский сельский совет,
Сахновщинский район,
Харьковская область.
Код КОАТУУ — 6324884509. Население по переписи 2001 года составляет 31 (11/20 м/ж) человек.

## Географическое положение
Село Петровка находится на правом берегу реки Орель в месте впадения в неё реки Сугарь,
выше по течению реки Орель на расстоянии в 5 км расположено село Надеждино,
ниже по течению на расстоянии в 1 км расположено село Степановка,
выше по течению реки Сугарь на расстоянии в 2,5 км расположено село Новая Балка.
Рядом проходит автомобильная дорога Т-2109.

## История
- 1875 — дата основания.